# Fislisbach
Fislisbach is een gemeente en plaats in het Zwitserse kanton Aargau en maakt deel uit van het district Baden.
Fislisbach telt 5.483 inwoners.